# بساط أردبيل

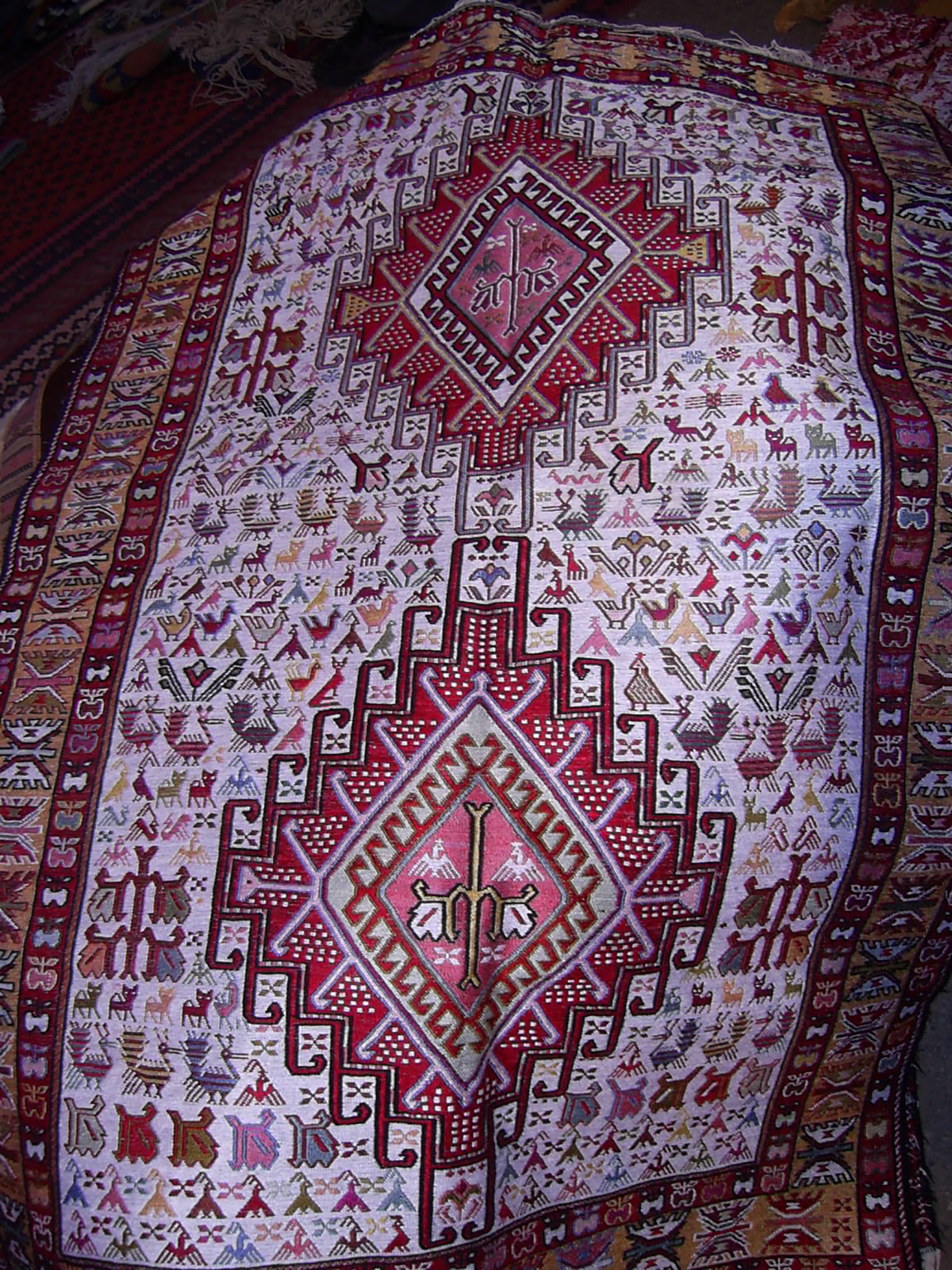
كليم أردبيل.

يعود أصل سجاد أردبيل إلى مدينة أردبيل الواقعة في محافظة أردبيل شمال غرب إيران، على بُعد 639 كيلومترًا من طهران. وتتمتع هذه المدينة بتاريخ عريق في صناعة السجاد الفارسي.
شهدت صناعة السجاد الفارسي في أردبيل أوج ازدهارها خلال عهد السلالة الصفوية في القرنين السادس عشر والسابع عشر. ويعود اسم "أردبيل" إلى كتاب "الأفستا" الزرادشتي، ويعني حرفيًا "المكان المقدس العالي". يستخدم النساجون في أردبيل العقد الأذربيجانية في حياكة سجادهم. ومن أشهر نماذج هذا السجاد زوج من سجاد أردبيل، أحدهما معروض في متحف فكتوريا وألبرت في لندن، ويبلغ قياسه 34 × 17 قدمًا.
تتميّز سجادات أردبيل بزخارفها التي تشبه إلى حد كبير سجاد القوقاز الفارسي، لكنها تتضمن المزيد من التفاصيل والزخارف في الحواف، كما أن ألوانها أصبحت أكثر إشراقًا. وتغلب على هذه السجادات التصاميم الهندسية، وتشمل الأنماط الشائعة: الميداليات، الميداليات المتصلة على شكل ماسة، والأشكال المثمنة. أما أشهر تصاميمها فهو "ماهي" (هيراتي)، والذي يتكوّن من ميدالية ماسية الشكل وزخارف تشبه السمكة الصغيرة. في العصر الحديث، بدأ بعض النساجين يفضلون التصاميم الهندسية الجريئة، ويضيفون ألوانًا مثل الفيروزي والبنفسجي إلى جانب الألوان التقليدية كالوردي، الأحمر، العاجي، الأخضر، والأزرق.
عادة ما تُصنع السدى في سجاد أردبيل من القطن، بينما تُستخدم القطن أو الصوف في اللحمة، وأحيانًا يُستخدم الحرير في السجاد الفاخر. كما يُضاف الحرير أحيانًا إلى الوبر الصوفي لإبراز بعض التفاصيل. من بين أشهر أنواع سجادات أردبيل: "أردبيل"، "الشيخ صفي"، "سرابي"، "شاه عباسي"، و"مير".

## الشيخ صافي
سجاد "الشيخ صفي" أو سجاد أردبيل هو زوج من السجاد قُدّم كهدية إلىمجمع ضريح وتكية الشيخ صفي الدين في أردبيل عام 1539. ويعتبره كثيرون من أرقى أنواع السجاد في العالم. ويحتل مرقد الشيخ صفي مكانة خاصة لدى الشيعة الأذربيجانيين والإيرانيين، إذ يُعد ثاني أهم موقع للحج بعد مرقد الإمام الرضا في مشهد.
يتميّز هذا السجاد بتصميمه المعقّد وعناصره الفريدة، لا سيما "التورنج" المؤلف من 16 نقطة والموجود في منتصف الحقل الرئيسي. قام فنان بارع برسم التصميم، بينما تولّى نساجون ماهرون من تبريز أو ربما من أردبيل حياكة السجادة. في عام 1539، اشتراها الحاج الكاشاني ووهبها كصدقة إلى مسجد الشيخ صفي. لكن قبل تسليمها، طلب مقصود كاشاني من النساجين أن يضيفوا اسمه مع بيت من الشعر:
"ليس لي مأوى غيرك، باستثناء أبوابك لا يوجد سقف آخر سوى هذا البيت حيث أستطيع أن أضع رأسي". (من الغزالة الخامسة والستين للشاعر حافظ).
وتحت البيت كتب: "عمل خادم هذا البيت مقصود كاشاني" وتاريخ 946 هـ (1539 م). وتُعتبر هذه الإضافة رقعة.
السجادة الأصلية، والتي أُصلحت باستخدام أجزاء من السجادة الثانية، تُعرض حاليًا في متحف فيكتوريا وألبرت في لندن، بينما تُعرض السجادة الثانية، بعد تقليص حجمها، في لوس أنجلوس.

## سرابي
تعود هذه السجادات إلى مقاطعة سراب الواقعة بين تبريز وأردبيل، وتتوفر منها الإصدارات التالية:
يُغطى الحقل الرئيسي بخطوط عمودية مزينة بأغصان مزهرة مرتبة بطريقة غير متماثلة. أما الحقل المركزي فيحتوي على "جل" واحد. وتُعرف هذه السجادات بجمالها وتناسق ألوانها. أما العناصر النباتية الزخرفية، فهي تُنسج غالبًا على شكل خطوط منقطة، ما يمنحها تشابهًا مع سجاد كاراباخ الفارسي.

## شاه عباسي
يرتبط اسم هذا السجاد بالشاه عباس الأول (1587–1629)، الحاكم الخامس للإمبراطورية الصفوية. وقد نقل الشاه عباس العاصمة إلى أصفهان، مما شجّع العديد من الحرفيين المهرة على الانتقال إليها.
تتميّز سجادة "شاه عباسي" بعناصر زخرفية غير معتادة تُعرف بـ"زهور شاه عباسي"، وتتكوّن من زهور خيالية وأوراق تين. السمة الأبرز لهذه السجادة هي ترتيب العناصر بشكل غير متماثل على المحور الأفقي.

## مير
يرتبط اسم هذه السجادة، المنتمية إلى مجموعة أردبيل من مدرسة تبريز، بقريتي "مير" و"ميرشي" الواقعتين جنوب أردبيل.
يتكوّن الحقل المركزي من نمط "بوته" (بالفارسية: بته شجيرة)، وتُذكّر أشكال هذه البوته وترتيبها العمودي والأفقي بسجاد "مرزة" و"خلابوته" من شيروان. لكن كل قطعة بوته في سجادة "مير" أبسط من نظيراتها. ويُلاحظ هذا النوع من البوته أيضًا في الأقمشة المصنوعة في تبريز وكرمان. تُعد الحواف والزخارف المركزية في هذه السجادة فريدة من نوعها؛ فبينما كانت تُنسج سابقًا بأشكال نباتية منحنية، اكتسبت هذه العناصر أشكالًا جديدة مع تطور تقنية النسيج.

## روابط خارجية
- http://www.britannica.com/EBchecked/topic/33282/سجادة-أردبيل

قالب:Rugs and carpets